# Poroschia

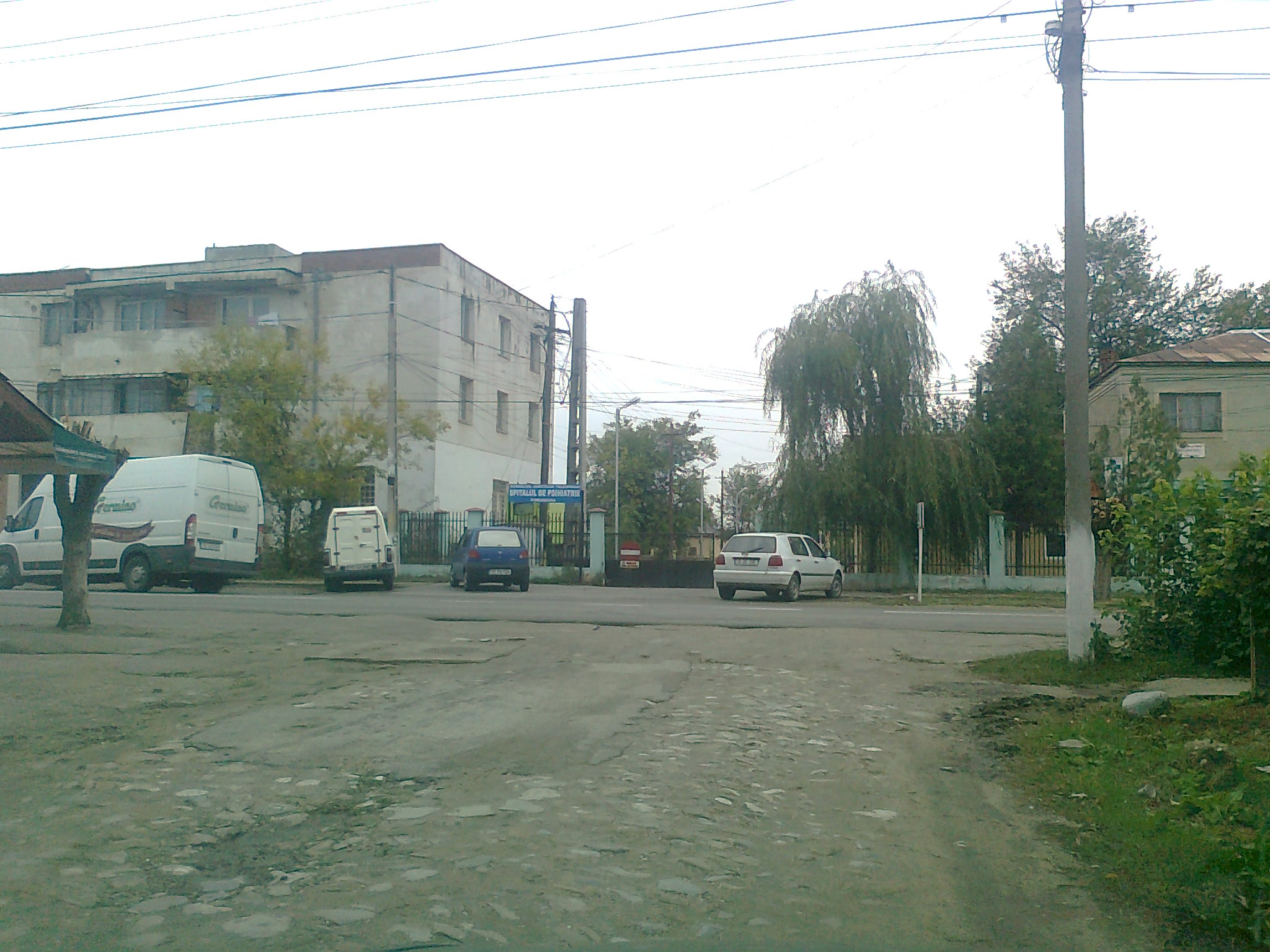
Poroschia

Poroschia è un comune della Romania di 4 638 abitanti, ubicato nel distretto di Teleorman, nella regione storica della Muntenia. 
Il comune è formato dall'unione di 2 villaggi: Calomfirești e Poroschia.